# Parc national de Bali occidental
Le parc national de Bali occidental (Taman Nasional Bali Barat en indonésien) est un parc national situé dans le nord-ouest de l'île de Bali, en Indonésie. 

## Histoire
Une zone forestière de protection de la nature d'une superficie de 190 km2 est créée en 1947 afin de préserver le tigre de Bali aujourd'hui disparu et l'espèce en danger de l'étourneau de Bali. La zone prend officiellement le nom de Taman Nasional Bali Barat et obtient le statut de parc national en 1995.

## Géographie

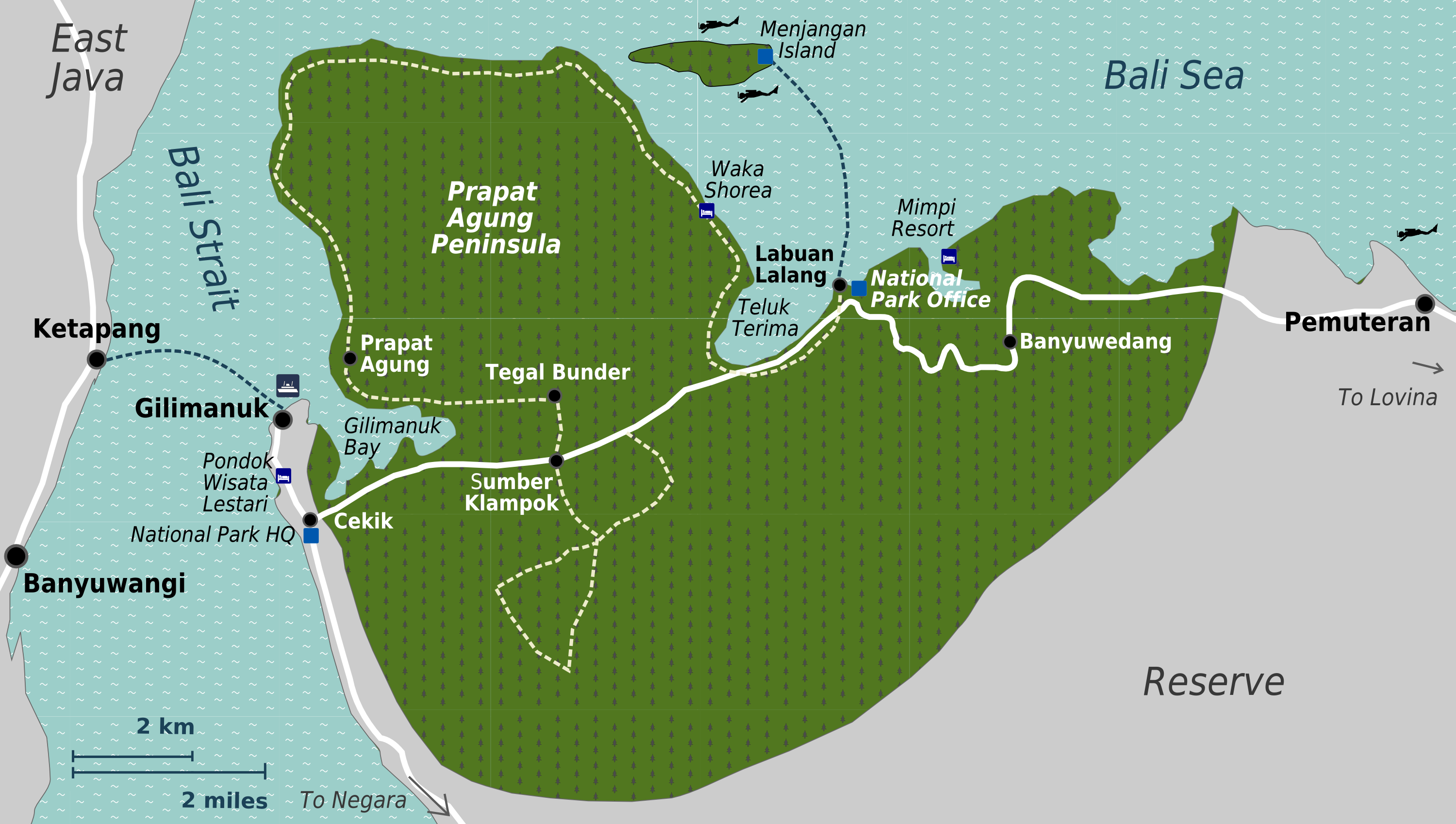
Carte du parc national de Bali occidental

Le parc est situé sur les kabupaten de Jembrana et de Buleleng qui comprend la péninsule de Prapat Agung, et est proche du Mont Patas à l'est. Il est bordé au nord par des plages de sable, des récifs et des îlots (dont l'île de Menjangan). Le port de Gilimanuk est situé à l'ouest du parc accessible par le ferry depuis Ketapang (Java) ou par la route depuis Singaraja.
Le parc est constitué de plusieurs types d'habitat : savane, mangrove, montagne, forêt mixte de mousson, îlots de corail. Le centre est dominé par les vestiges de quatre montagnes volcaniques de l'ère pléistocène, avec le mont Prapatagung qui culmine à environ 320 mètres.

## Faune

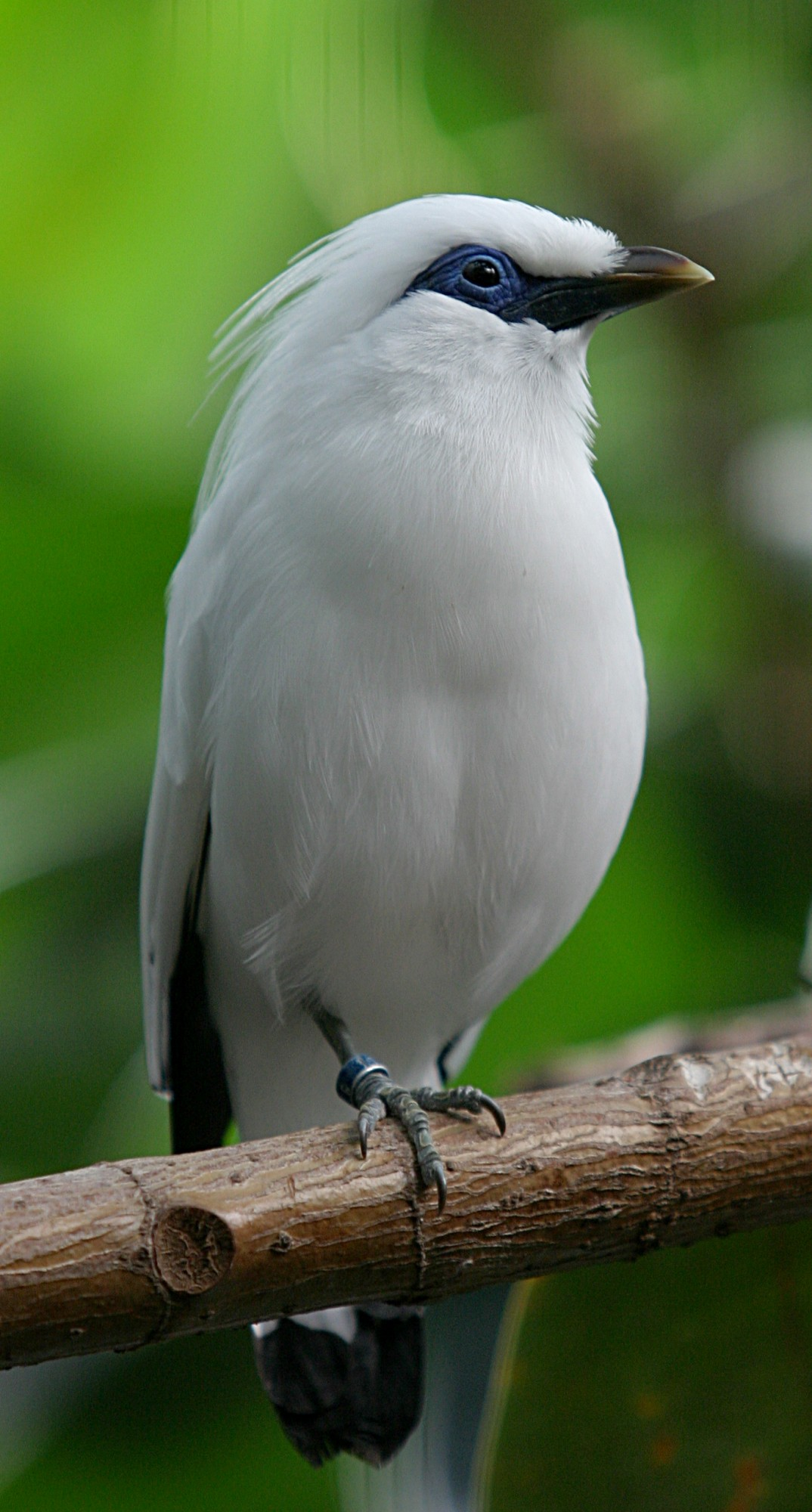
Les derniers individus d'Étourneau de Rothschild se trouvent dans le parc national

La réserve abrite 160 espèces animales, dont celles-ci : banteng, hirondelle rustique, loriot de Chine, témia bronzée, serpentaire bacha, hémiprocné couronné, rolle oriental, tortue imbriquée, cerf aboyeur, moineau de Java, semnopithèque noir, roussette de Malaisie, chat léopard du Bengale, marabout chevelu, pie-grièche schach, tantale blanc, hirondelle de Tahiti, hirondelle rousseline, cerf de Java, martin-chasseur sacré, engoulevent affin, martin-chasseur gurial, varan malais, sanglier, bulbul goiavier et l'espèce en danger étourneau de Bali. Un programme de réintroduction du tigre est en cours d'ici à 2030. Il s'agirait de tigre de Sumatra puisque le tigre de Bali n'existe plus depuis les années 1930.      

## Flore
Le parc abrite également des espèces de flore telles que : Pterospermum diversifolium, Antidesma bunius, Lagerstroemia speciosa, Steleochocarpus burahol, Santalum album, Aleurites moluccana, Sterculier fétide, Schleichera oleosa, Dipterocarpus hasseltii, Garcinia dulcis, Alstonia scholaris, Manilkara kauki, Dalbergia latifolia et Cassia fistula.